# Мстители: Гримм
«Мстители: Гримм» (англ. Avengers Grimm) — американский фильм-боевик студии The Asylum. Является мокбастером к голливудскому фильму Marvel «Мстители: Эра Альтрона» и телесериалу «Однажды в сказке». Премьера состоялась 14 апреля 2015 года.
Герои фильма — персонажи европейских сказок, литературно обработанных братьями Гримм. Главные роли исполнили Каспер Ван Дин, Лу Ферриньо, Рилиа Вандербилт, Кимо Леопольдо и другие.
«Мстители» от The Asylum получили спин-офф в виде «Зловещего отряда» (англ. Sinister Squad), который в свою очередь является мокбастером к «Отряду самоубийц». В 2018 году вышел сиквел фильма «Мстители Гримм: Временные войны», на этот раз являющийся мокбастером к «Войне бесконечности».

## Сюжет
Злодей Румпельштильцхен захватывает королевство Белоснежки и убивает её мужа, Прекрасного Принца. Затем он похищает саму королеву и телепортируется в наш мир, а именно — в Лос-Анджелес. Вслед за ними с намерением отбить королеву отправляются Золушка, Рапунцель, Спящая Красавица и Красная Шапочка. Они пытаются добраться до похитителя, но предварительно им приходится сразиться с армией трэллов.

## В ролях
| Исполнитель роли  | Персонаж         |
| ----------------- | ---------------- |
| Каспер Ван Дин    | Румпельштильцхен |
| Лу Ферриньо       | Железный Ганс    |
| Рилиа Вандербилт  | Рапунцель        |
| Кимо Леопольдо    | Серый Волк       |
| Лорен Паркинсон   | Белоснежка       |
| Милинн Сарли      | Золушка          |
| Мара Фэрклаф      | Спящая Красавица |
| Элизабет Петерсон | Красная Шапочка  |
| Генри Браун       | офицер ЛаГуардия |

## Критика
Как и многие мокбастеры студии, «Мстители: Гримм» получили негативные отзывы. На Rotten Tomatoes фильм понравился 16 % зрителей, средний рейтинг составил 1,8 из 5. На сайте Radio Times фильму поставили 2 звезды из 5.